# Ліндметса
Ліндметса (ест. Lindmetsa) — село в Естонії, входить до складу волості Торгу, повіту Сааремаа.
Село на західному узбережжі півострова Сьорве має шість жителів (станом на 31 грудня 2011 року).
Навколо села з його лісистим дюнним ландшафтом розташована заповідна зона площею 50,9 га, яка особливо популярна серед туристів.